# Pont Thê Húc
Le pont Thê Húc (vietnamien : Cầu Thê Húc, en français : pont du Soleil levant) est une passerelle sur le lac Hoan Kiem à Hanoï au Viêt Nam. Réservé aux piétons, il est l'un des monuments emblématiques de la capitale du Vietnam. 

## Présentation
Le pont mène à la petite île de la montagne de Jade du lac Hoan Kiem où est construit le Temple Ngoc Son. Le pont en bois rouge vif a 15 travées et 32  piliers. Il a été construit par Than Sieu Nguyen Van Sieu en 1865 pendant le règne de Tự Đức.  Le pont a été reconstruit en 1952 avec une base en ciment.

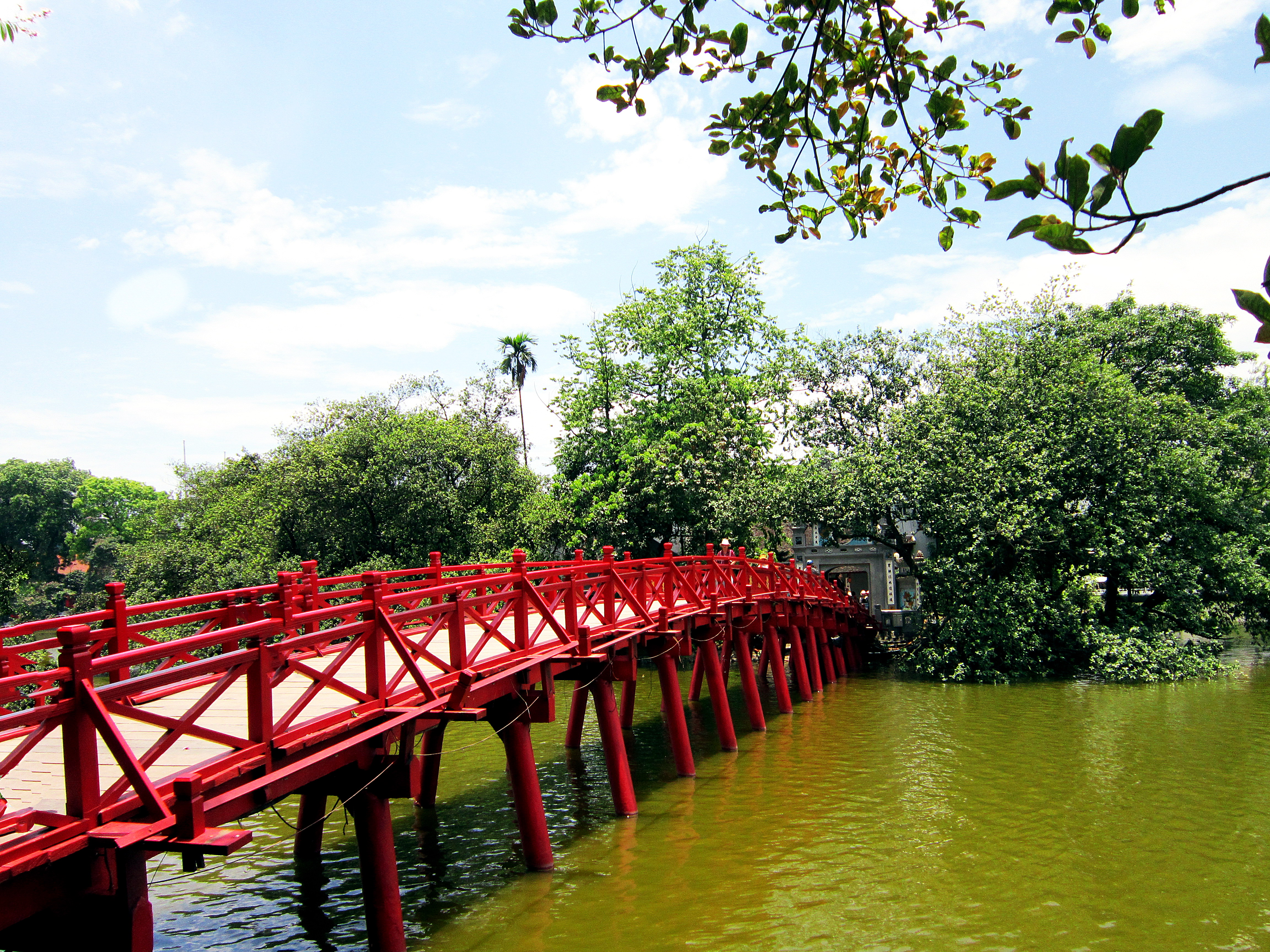
Pont du soleil levant sous le zénith.
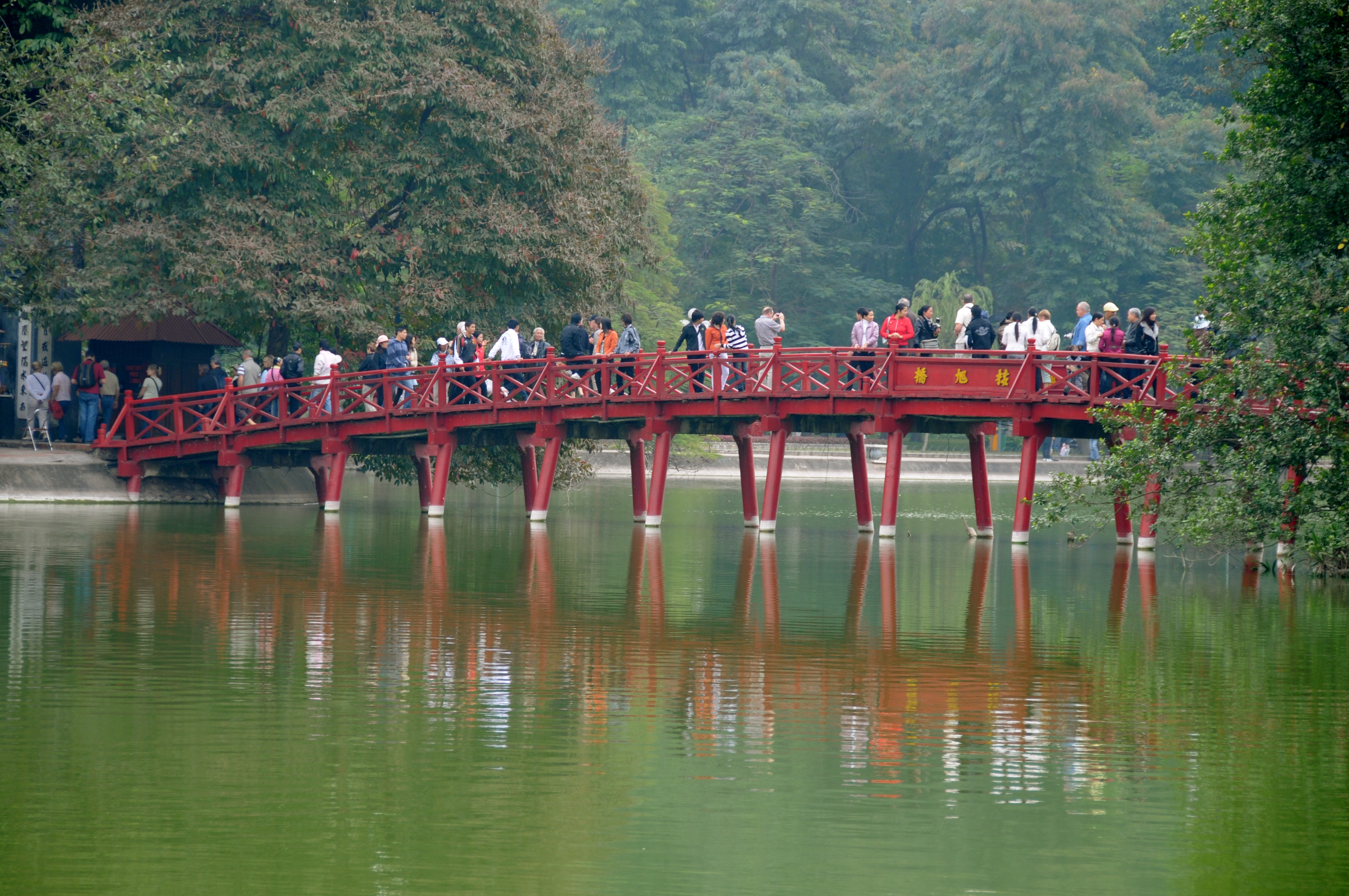
Un lieu très touristique.
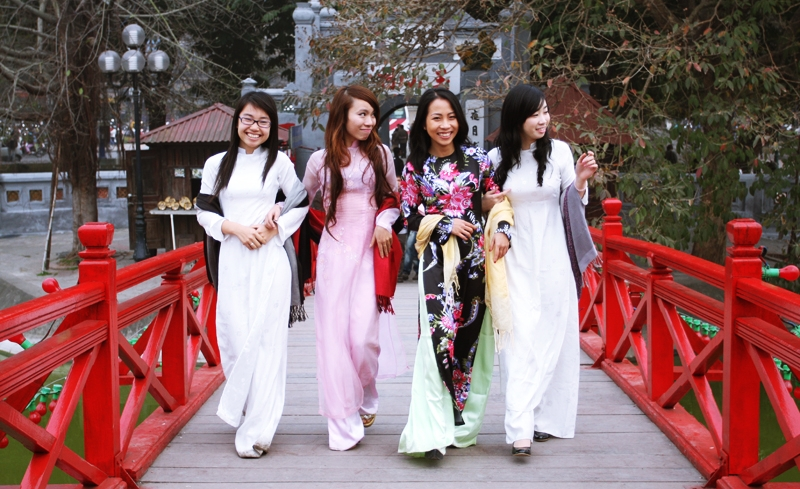
Vietnamiennes en tenue traditionnelle (ao dai).
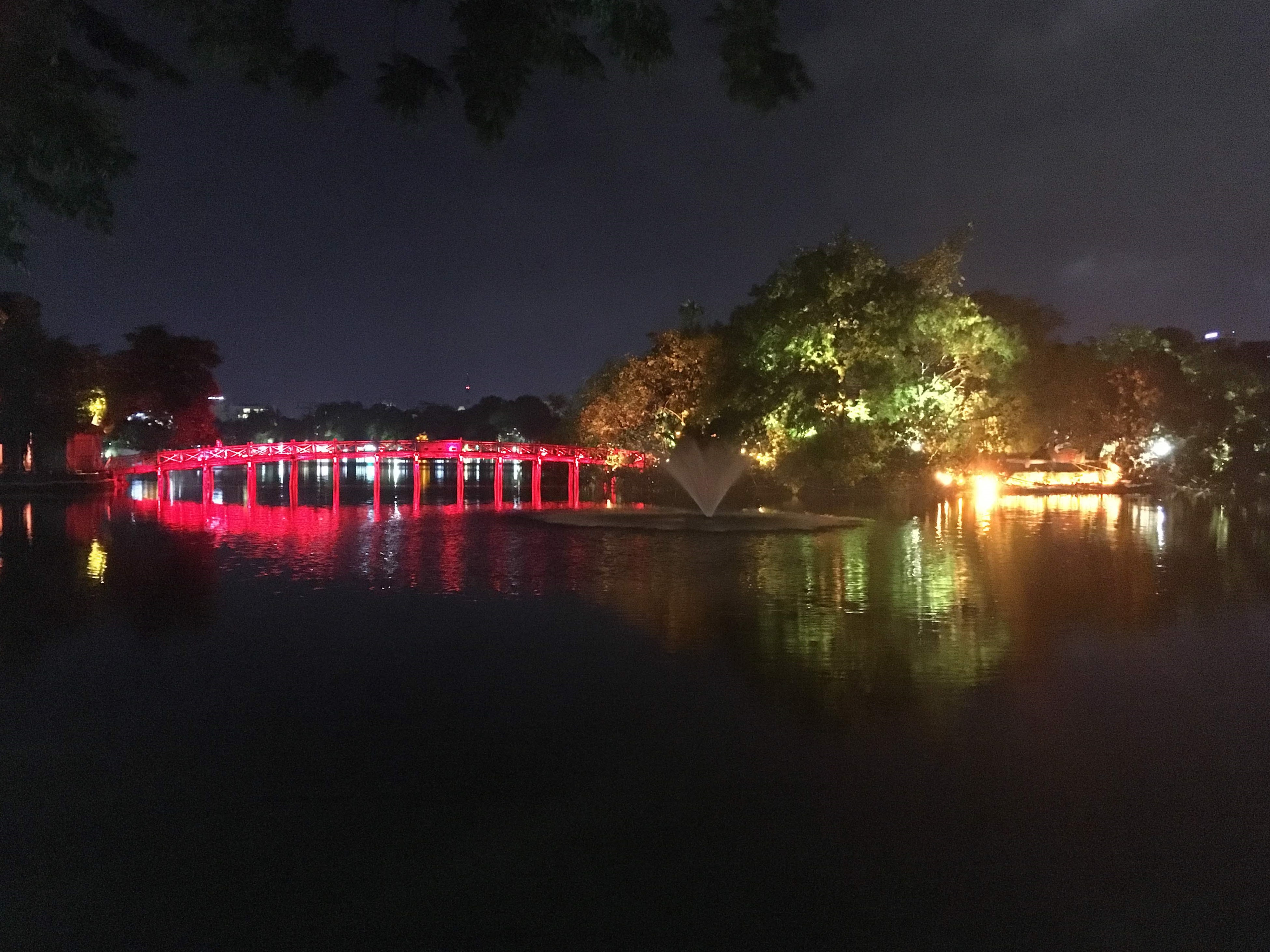
Le pont de nuit.